# 仁木恒夫
仁木 恒夫（にき つねお、1968年 - ）は、日本の法学者。専門は民事訴訟法、法社会学。大阪大学大学院法学研究科教授、博士（法学）。

## 人物・経歴
東京都生まれ。東京都立八王子東高等学校卒業。1991年九州大学法学部卒業。1996年九州大学大学院法学研究科単位取得満期退学、九州大学法学部助手。1999年立教大学法学部助手。2000年久留米大学法学部専任講師。2004年大阪大学大学院法学研究科助教授。2007年大阪大学大学院法学研究科准教授。2012年大阪大学大学院法学研究科教授、大阪大学博士（法学）。

## 著書
- 『少額訴訟の対話過程』信山社出版 2002年
- 『『人体実験』と患者の人格権 : 金沢大学付属病院無断臨床試験訴訟をめぐって』（仲正昌樹, 打出喜義と共著）御茶の水書房 2003年
- 『リーガルコーディネーター : 仕事と理念』（麻田恭子, 加地修と共著）信山社出版 2005年
- 『『人体実験』と法 : 金沢大学附属病院無断臨床試験訴訟をめぐって』（仲正昌樹, 打出喜義, 安西明子と共著）御茶の水書房 2006年
- 『ブリッジブック民事訴訟法』（井上治典編, 西川佳代と共著）信山社出版 2006年
- 『実践民事弁護の基礎 : 訴え提起までにすべきこと』（小島武司監修,飯島澄雄, 須藤正彦, 大澤恒夫, 澤田繁夫と共著）レクシスネクシス・ジャパン 2008年